# ریم (روستا)
 ریم  به عربی ( الریم )، روستایی در دهستان کُسْمة از توابع استان رَیمه در کشور یمن در شبه جزیره عربستان است..

## جمعیت
جمعیت آن ( ۳۰ ) نفر (۳ خانوار) می‌باشد.